# Нарзыкулова, Махкам
Махкам Нарзыкулова (1920 год, Самарканд, Туркестанская АССР — 1973, Самарканд, Узбекская ССР) — учительница средней школы № 5, Самарканд, Узбекская ССР. Герой Социалистического Труда (1968).

## Биография
Родилась в 1920 году в Самарканде. После окончания неполной средней школы с 1935 года трудилась учительницей начальных классов в школе № 5 в Самарканде. В 1958 году окончила заочное отделение Самаркандского педагогического института. К 1968 году завершила девять выпусков начальных классов.
Отличалась высоким педагогическим профессионализмом, заканчивала учебный год без отстающих учеников и второгодников, занималась общественной, просветительской и культурной деятельностью среди родителей и учеников:

«Её уроки отличаются высоким интересом, большой активностью детей, сопровождаются большим числом наглядных пособий. Последние два года работала без второгодников. Руководит опорной школой учителей начальных классов с узбекским языком обучения, шестой год является председателем секции учителей начальных классов города Самарканда. Она охотно делится своим богатым опытом с молодыми учителями. Выступает с докладами и лекциями перед родителями. В школе избрана председателем совета девушек, ведёт большую работу среди контингента девочек местной национальности» (Из представления к награждению званием Героя Социалистического Труда).

Указом Президиума Верховного Совета СССР от 1 июля 1968 года удостоена звания Героя Социалистического Труда за «большие заслуги в деле обучения и коммунистического воспитания учащихся» с вручением ордена Ленина и золотой медали «Серп и Молот» (№ 12884).
В июле 1968 года участвовала во Всесоюзном съезде учителей.
Проработала в школе № 5 учительницей начальных классов в течение тридцати трёх лет. После выхода на пенсию проживала в Самарканде. Умерла 21 марта 1973 года.